# 데일 미첼
데일 윌리엄 미첼(영어: Dale William Mitchell, 1958년 4월 21일 ~ )은 캐나다의 전 축구 선수이다. 그는 캐나다 축구 국가대표팀으로 출장하여 55경기 19골을 기록하였다. 또한 캐나다가 유일하게 출전한 월드컵인 1986년 FIFA 월드컵에서도 대표팀으로 활약했다. 은퇴 이후에는 캐나다 국가대표팀 감독을 맡기도 했다.